# Ким Сын Джун
Ким Сын Джун (кор. 김민석, 12 сентября 1994, Пусан, Южная Корея) — южнокорейский борец греко-римского стиля, призёр чемпионатов Азии.

## Биография
В августе 2014 года в Загребе стал вторым на Первенстве мира среди юниоров, где в финале он проиграл азербайджанцу Орхану Нуриеву. 10 мая 2017 года вышел в финал чемпионата Азии в Нью-Дели, в котором уступил иранцу Мостафе Салехизаде, став серебряным призёром. 14 апреля 2021 года в Улан-Баторе на чемпионате Азии стал серебряным призёром, в финале он проиграл Мехди Бали из Ирана. 21 апреля 2024 года в Бишкеке на азиатском квалификационном турнире добыл лицензию на Олимпийские игры в Париже.